# 조국장공주
조국장공주(曹國長公主, 1308년 ~ 1325년 11월 26일(음력 10월 20일))는 고려의 제27대 왕 충숙왕의 왕비이다. 원나라 황족 출신이다.

## 생애
원 세조 쿠빌라이 칸의 후손으로 친킴의 아들 보르지긴 다르마발라의 아들 위왕 에무게의 딸이다. 이름은 금동(金童)이다. 1324년(충숙왕 11년) 음력 8월 5일에 원나라에 입조해있던 14세 연상의 충숙왕에게 시집을 와 왕비가 되었으며, 이듬해인 1325년(충숙왕 12년)에 남편을 따라 고려에 왔다. 그 해 10월에 충숙왕을 따라 한양의 용산에 갔다가 아들 용산원자를 낳았으나, 얼마 안된 음력 10월 20일 용산 행궁에서 18세의 어린 나이로 죽었다. 훗날 공민왕의 왕비가 되는 노국대장공주는 에무게의 손녀로, 조국장공주는 노국대장공주에게 고모가 된다. 1343년(충혜왕 4년) 원나라에서 조국장공주(曹國長公主)에 추봉하였다.
한편 충숙왕과 가장 먼저 혼인한 왕비는 공원왕후이나, 『고려사』에는 조국장공주가 원나라 황족 출신인 까닭에 복국장공주에 이어 충숙왕의 제2비로 기록되어 있다. 공원왕후는 제4비로 기록되어 있다.

## 가족 관계
- 조부 : 원 순종 다루마바라(元 順宗 答剌麻八剌, 1264년 ~ 1292년)
- 조모 : 답랄마팔라 황후 곽씨(答剌麻八剌 皇后 郭氏)
- 아버지 : 위왕 에무게(魏王 阿木哥, ? ~ ?)
  - 남매 : 위왕 베이르테무르(魏王 孛羅 帖木兒, ? ~ ?)
    - 조카 : 공민왕의 제1비 노국대장공주(魯國大長公主, ? ~ 1365년)
- 시아버지 : 충선왕(忠宣王, 1275년 ~ 1325년, 재위:1298년, 1308년 ~ 1313년)
  - 남편 : 충숙왕(忠肅王, 1294년 ~ 1339년, 재위:1313년 ~ 1330년, 1332년 ~ 1339년)
    - 아들 : 용산원자(龍山元子, 1325년 ~ 1341년)

## 같이 보기
- 원 간섭기 고려

## 참고 자료
- 《고려사》〈열전-후비전〉